# Abashiri (Hokkaidō)
Abashiri (網走市, Abashiri-shi) é uma cidade japonesa localizada na subprovíncia de Abashiri, na província de Hokkaido. É um importante porto e terminal ferroviário local.
Abashiri é conhecida por ser onde se localiza a Prisão de Abashiri, uma infra-estrutura da Era Meiji usada para o encarceramento de prisioneiros políticos. A antiga prisão foi transformada em museu. A prisão de segurança máxima da cidade continua em funcionamento. Em 2003 a cidade tinha uma população estimada em 42 548 habitantes e uma densidade populacional de 90,36 h/km². Tem uma área total de 470,88 km². Foi fundada a 11 de Fevereiro de 1947.
Abashiri está localizada na parte oriental da subprovíncia de Abashiri, cerca de 50 quilômetros a leste de Kitami. É uma das cidades mais secas do Japão. Não possui montanhas altas, mas existem muitas colinas.
A partir de 2008 a cidade tem uma população estimada de 40.333 e a densidade de 85,6 habitantes por km ². A área total é de 470,94 km ².

## História
- Março de 1872: Fundação da Aldeia de Abashiri (アバシリ村), sendo dado o nome de Distrito de Abashiri, em Kitami.
- 1875: A Vila de Abashiri recebe seu nome em kanji "網走村".
- 1902: Fusão da Vila de Abashiri, Cidade de Kitami, Villa Isani, e Vila Nikuribake, que passão a formar a Cidade de Abashiri.
- 1915: Vila Notoro e Vila Mokoto se fundem.
- 1921: Separação da Vila Memanbetsu.
- 1931: Modificada a fronteira com a Cidade de Memanbetsu.

## Geografia
A região é de grandes serras e altas montanhas.
- Montanha: Tentozan
- Rio:Abashiri
- lago: Lago Abashiri,lago Tohfutsu

## População
- 1980:44.777
- 1985:44.283
- 1990:44.416
- 1995:44.176
- 2000:43.395
- 2005:42.045
- 2008:40.333

Dados:Ministério da Administração Interna

## Economia
Algumas instituições financeiras
- Abashiri Branch cooperativas de crédito
- Abashiri Branch North Pacific Bank
- Abashiri Branch Hokkaido

## Agricultura

### Pesca
Algumas espécies de animais retirados do mar são:
- Echinoidea(ouriços-do-mar)-de janeiro a dezembro
- Pollock Alasca-arrastão de janeiro a dezembro
- Arenque do Pacífico-no final de março a abril
- Vieira-no final de março a novembro
- Caranguejo de crina-no final de março-maio, final de junho a agosto
- Pleuronectidae-de abril para maio, outubro e novembro
- Amêijoas-final de abril até setembro
- Polvo-de abril a dezembro
- Scorpaeniformes-de maio a janeiro
- Salmão Masu-meados de Maio
- Salmão rosa-meados de Janeiro a meados de julho e setembro
- Agulhão-outubro a novembro
- Ostras-dezembro a janeiro

## Turismo
Os Nipopos são vendidos aos turistas e no inverno o gelo é também uma das atrações.

## Dados da cidade
Prefeito- Osamu Ōba
Telefone- 0152-44-6111
Árvore- Cercidiphyllaceae
Flor- Azaléa

## Cidade-irmã
- Port Alberni, Canadá